# Герас (город)
Герас (нем. Geras) — город  в Австрии, в федеральной земле Нижняя Австрия. 
Входит в состав округа Хорн.  Население составляет 1393 человека (на 31 декабря 2005 года). Занимает площадь 67,66 км². Официальный код  —  31107.

## Политическая ситуация
Бургомистр коммуны — Йохан Глюк (АНП) по результатам выборов 2005 года.
Совет представителей коммуны (нем. Gemeinderat) состоит из 19 мест.
- АНП занимает 14 мест.
- СДПА занимает 4 места.
- Партия AL занимает 1 место.